# История футбольного клуба «Ливерпуль» (с 1985 года)
История футбольного клуба «Ливерпуль» с 1985 года и по настоящее время охватывает период с назначения Кенни Далглиша в качестве главного тренера, трагедию на стадионе «Хиллсборо», возвращения клуба в еврокубки в 1991 году и выступления клуба в Премьер-лиги.
Кенни Далглиш был назначен главным тренером «Ливерпуля», после ухода в отставку Джо Фэгана из-за с «Трагедии Эйзеля». «Ливерпуль» по указанию премьер министра Великобритании изначально отстранили на 10 лет от еврокубков, но позже сократили срок до 6 лет. Далглиш исполнял роль играющего тренера. В своем первом сезоне на посту, он выиграл чемпионат и Кубок Англии. Это был первый классический дубль в истории клуба. В следующем сезоне «красные» упустили победу в чемпионате, пропусти вперед «Эвертон». Далглиш подписал, таких игроков как: Джон Олдридж, Джон Барнс, Питер Бирдсли, для того заменить ушедших из команды Иана Раша и Сэмми Ли. Спустя сезон «Ливерпуль» вернул себе титул чемпиона Англии, но проиграл в финале Кубка Англии «Уимблдону», благодаря чему не смог сделать дубль спустя два сезона. В следующем сезоне клуб принял участие в одной из самых ужасных катастроф в истории футбола. Тогда 15 апреля 1989 года, в результате давки, связанной из-за ограждений по периметру трибуны «Леппингс Лейн» на стадион «Хиллсборо», погибло 96 болельщиков «Ливерпуля» во время полуфинального матча кубка Англии с «Ноттингем Форест». «Красные» в итоге выиграли тот кубок, переиграв в финале «Эвертон», но снова упустили возможность сделать дубль, поскольку в чемпионате «Ливерпуль» с «Арсеналом имели», одинаковое количество очков (76). Был назначен золотой матч, который выиграли «канониры». В сезоне 1989/90 «красные» вернули чемпионское звание, это был 18-й и последний на данный момент титул чемпиона Англии. По ходу следующего сезона Далглиш подал в отставку, «Ливерпуль» занял 2-е место, пропустив вперед «Арсенал».
Грэм Суннес был назначен, что заменить его. Он выиграл кубок Англии в своем первом полноценном сезоне, выиграв в финале 2:0 у «Сандерленда». Но в чемпионате заняли лишь 6-е место, впервые заняв место ниже второго с сезона 1980/81. В сезоне 1992/93 дела «Ливерпуля» не улучшились, команда вновь заняла 6-е место. Из-за провального старта в чемпионате, в сезоне 1993/94. Сунесс был оправлен в отставку с должности главного тренера, его на этом посту сменил Рой Эванс. Под его руководством команда занимала, 4-е, 3-е и 4-е места соответственно в чемпионате. Также команда играла в финале кубка Англии в 1996, где проиграла «Манчестер Юнайтед». «Ливерпуль» занял 3-е место в сезоне 1997/98, когда Эванс совмещал пост главного тренера с Жеррарем Улье.

## Цена побед
После трагедии на Эйзеле ушедшего в отставку Джо Фэгана сменил Далглиш. Он начал перестройку с замены двух основных центральных защитников Фила Нила и Алана Кеннеди на Стива Никола и Джима Беглина. Сезон 1985/86 годов «Ливерпуль» начал очень плохо с десятиочковым отставания от «Манчестер Юнайтед». Команда продолжала испытывать проблемы до конца сезона, когда в последних 12 турах было одержано 11 подряд побед, в то время как их прямые конкуренты теряли очки. Ключевой игрой сезона стала гостевая игра против «Челси». Победа в этой игре обеспечивала «Ливерпулю» титул чемпиона Англии, которую принес точный удар Далгиша. Также в Кубке Англии, команда дошла до финала, где предстояло сыграть с «Эвертоном». В первом тайме «Ливерпуль» пропустил гол от Гари Линекера, но во втором тайме дубль Иана Раша и гол Крейга Джонсона обеспечили итоговую победу 3:1. Тем самым «Ливерпуль» впервые в истории смог оформить классический дубль, выиграв чемпионат и кубок.
Перед началом сезона 1986/87 годов было объявлено об уходе Иана Раша в «Ювентус». В середине сезона Кенни Далглиш приобрел Джона Олдриджа, который должен был заменить Раша. Несмотря на его скорый уход, Раш смог забить за сезон 40 голов, что не помогло сохранить титулы, добытые в прошлом сезоне. В чемпионате «Ливерпуль» финишировал вторым, а в кубке Англии вылетел в третьем раунде от «Лутон Таун». В Кубке лиге команда дошла до финала, где также потерпела поражение 1:2 от «Арсенала». Для улучшения атаки в межсезонье Кенни Далглиш приобрел Питера Бирдсли и Джона Барнса. «Ливерпуль» не проигрывал в следующем чемпионате 29 матчей подряд. В Кубке Англии команда также дошла до финала и была близка к повторению сезона двух летний давности, но проиграла матч «Уимблдону» 0:1, несмотря на то, что считалась фаворитом.
Перед началом сезона 1988/89 Раш вернулся в «Ливерпуль». С самого начала сезона «красные» боролись за титул чемпиона Англии, но к январю уже отставали на 9 очков от «Арсенала». К апрелю команды сравнялись по количеству очков, и «Арсенал» обходил своих конкурентов лишь по разнице мячей. В Кубке Англии «Ливерпуль» также дошел до полуфинала, где предстояло сыграть с «Ноттегем Форест» на стадионе «Хиллсборо» 15 апреля 1989 года. К шестой минуте матча игра была остановлена из-за давки на трибуне «Леппинг Лейн», в результате которой погибли 96 болельщиков «Ливерпуля». 94 человека погибли на мест, 95-я жертва трагедии погибла от полученных травм спустя 4 дня в больнице, 96-я жертва погибла спустя 4 года не приходя в сознание. В переигровке «Ливерпуль» одержал победу 3:1 и вышел в финал на «Эвертон». В первом тайме забил Олдридж, на 89-й минуте точный удар Макколли перевел игру дополнительное время. Вышедший на замену Раш забил на 95-й минуте, но на 102 минуте Макколли снова сравнял счет. Спустя всего две минуты гол Раша принес окончательную побед 3:2. «Ливерпуль» снова мог оформить классический дубль. В предпоследнем туре для победы в чемпионате нужно было не проиграть в домашней игре с «Арсеналом» с разницей в два гола. Но на 52-й минуте «канониры» вышли вперед, а в добавленное время закрепил результат Майкл Томас. Одержав победу 2:0, «Арсенал» оформил титул чемпиона Англии.
По окончании сезона была назначена комиссия под предводительством лорда Тейлора для установления причин трагедии на стадионе «Хиллсборо». Было установлено, что главной причиной трагедии была неспособность обеспечить безопасность трибун, также было рекомендовано снести все стоячие трибуны, переоборудовав их в сидячие места. Сезон 1989/90 «Ливерпуль» начал очень хорошо, включая победу 9:0 над «Кристал Пэлас», единственный случай в истории английского футбола, когда за игру отличились 8 разных футболистов. В октябре-ноябре красные выдали неудачную серию из 4 проигранных матчей, но впоследствии не проигрывали до марта, когда команда проиграла «Тоттенхэму» со счётом 0:1. После этой игры «Ливерпуль» подписал из льежского «Стандарта» на правах аренды Ронни Розенталя для улучшения атакующий линии. Он забил 7 голов в 8 играх, в том числе отметился хет-триком в ворота «Чарльтона». Его влияние было ключевым для 18-й победы в чемпионате Англии. В Кубке Англии «Ливерпуль» не смог защитить свой титул, проиграв в полуфинале в дополнительное время 4:3 «Кристал Пэлас».

## Сдача позиций
Сезон 1990/91 годов, Ливерпуль начал с 8 побед подряд. Команда оставалась непобедимой до декабря, когда проиграла 0:3 Арсеналу. Вслед за которым последовало и следующие от Кристал Пэлас в конце месяца. Игра стала ухудшать, благодаря чему Арсенал сместил первой строчки Ливерпуль в чемпионате. После переигровки 4:4 с Эвертоном, Кенни Далглиш подал в отставку, со славшись на стресс.

## Американские владельцы
В сезоне 2006/07 «Ливерпуль» был приобретён американскими бизнесменами Джорджем Джиллетом и Томом Хиксом. Сделка оценивалась в 218,9 млн фунтов стерлингов с учетом погашения долгов клуба. В чемпионате «Ливерпуль» снова финишировал третьим с отставанием в 21 очко от чемпиона «Манчестер Юнайтед». Несмотря на вылет от «Арсенала» из Кубка Англии и из Кубка лиги, команда смогла дойти до финала Лиги чемпионов, где снова встречалась с «Миланом». В отличие от финала 2005 года «Ливерпуль» не смог отыграть дефицит в два мяча, проиграв 1:2. В межсезонье Бенитес приобрел Райана Бабела, Йосси Беннаюна и Фернандо Торреса за рекордные на тот момент 24 млн фунтов стерлингов. Эти трансферы помогли улучшить игру в нападении, в частности Торрес забил 33 гола во всех турнирах. Также команда проиграла всего 4 раза в чемпионате, но 13 ничьих не позволили подняться выше 4-го места. Несмотря на вылет в Кубке Англии и в Кубке лиги в пятом раунде, «красные» снова хорошо отыграли в Лиге чемпионов, где проиграли лишь в полуфинале «Челси» по сумме двух матче 3:4.
В сезоне 2008/09 впервые за долгие годы «Ливерпуль» разгромил в гостевой игре «Ньюкасл» и закончил декабрь в статусе лидера чемпионата. Но серия ничейных и безголевых игр в январе помогли выйти в лидеры «Манчестер Юнайтед». Несмотря на хорошие результаты в чемпионате, «Ливерпуль» уступил первую строчку «МЮ», который и оформил титул чемпиона.